# Damasquinage
Ne doit pas être confondu avec Acier de Damas.

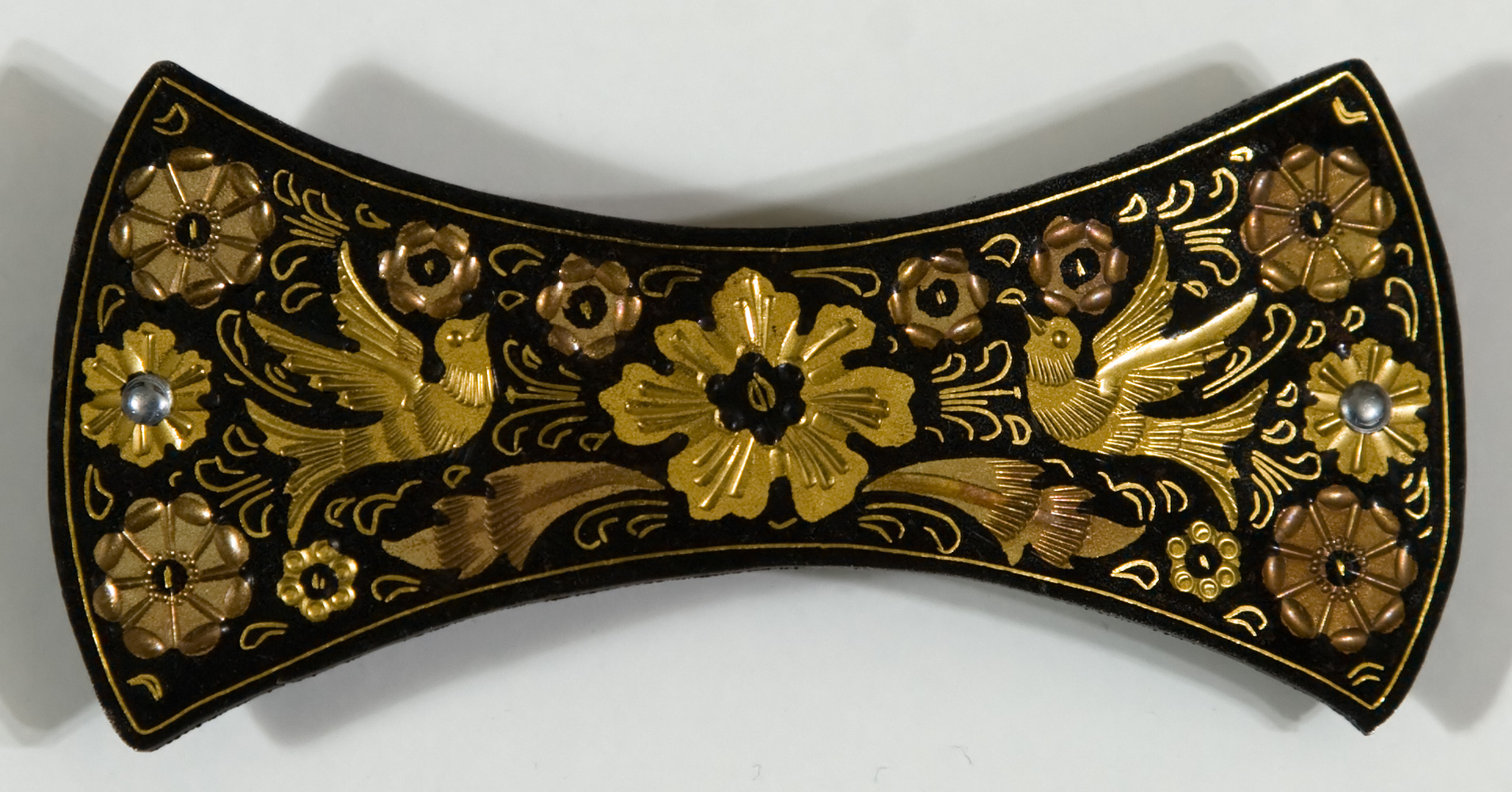
Or damasquiné pour en faire un élément décoratif sur un acier de Tolède.

Le damasquinage (de damaschino, mot italien dérivé de Damas) est une technique de décoration qui consiste à enchâsser un fil de cuivre, d'or ou d'argent sur une surface métallique, généralement en fer ou en acier, et plus anciennement en bronze, afin de créer différents motifs décoratifs et ornementaux. Le résultat de cette incrustation est appelé une damasquinure et l'artisan réalisant ces incrustations est un damasquineur. Ce type de décoration est très courant dans l'art médiéval.

## Technique
La damasquinage correspond à l'art d'incruster ou plaquer un métal sur un autre métal.
Le dessin, une fois arrêté à la pointe ou à l'eau-forte, est creusé à bords vifs. La surface que l'on veut damasquiner est donc préalablement gravée puis, dans le profil ainsi créé, on introduit un fil en le martelant du centre vers les bords de telle manière que ces derniers se rabaissent sur lui et l'enchâssent. La pièce est terminée avec une lime douce et polie.

## Par régions géographiques

### En Europe
Cet art est connu en Europe depuis la plus haute Antiquité, dans un premier temps par l'application d'or et d'argent sur du bronze dès l'âge du bronze au IIe millénaire av. J.-C. Le disque de Nebra montre une forme encore primitive de ces incrustations. On peut aussi mentionner un certain nombre d'épées mycéniennes en bronze damasquinées avec des scènes diverses en or et argent de très belle facture, découvertes en Grèce.
Ensuite, les supports du damasquinage sont le plus souvent en fer ou en acier, de l'âge du fer au haut Moyen Âge. Cet art est très pratiqué dans l'Antiquité tardive en Gaule du Ve siècle puis à l'époque mérovingienne. Jean-Baptiste Dubos écrivait déjà  :

« Il y avoit alors dans les Gaules six atteliers où l'on forgeoit et fabriquoit toutes sortes d'armes et de machines de guerre. Dans trois autres on travailloit en damasquineure. Cet art qui est aujourd'hui de peu d'usage, étoit alors en grande vogue, soit pour orner les armes, principalement les défensives, dont tout le monde, jusqu'au simple soldat, se couvroit, soit pour embellir les vases et les ustenciles de cuivre ou d'argent destinés au service domestique. »

. 
Les lames des épées arborent des entrelacs sophistiqués par incrustations de métaux différents, pour obtenir des effets polychromatiques ou simplement bichromes avec le cuivre et l'argent, les poignards luxueux sont incrustés de fils d'argent, les boucles de ceintures se couvrent de motifs distinctifs d'animaux ou d'arabesques. Les dessins peuvent servir à identifier une période ou une origine précise de l'objet ou de l'arme. 
Cet art décoratif du fer demeure important durant les périodes médiévales, jusqu'à l'ère moderne. Mais les objets ferreux rouillent et conservent très rarement ce type de décor peu épais à travers les siècles.
Au milieu du XIXe siècle, Eusebio Zuloaga, après avoir vu des armures au Musée royal de Madrid[réf. nécessaire], a introduit la technique du damasquinage dans le village d'Éibar, à Guipúzcoa, qui n'était alors qu'un village[réf. nécessaire].
La technique subsiste encore aujourd'hui en Espagne à Eibar.

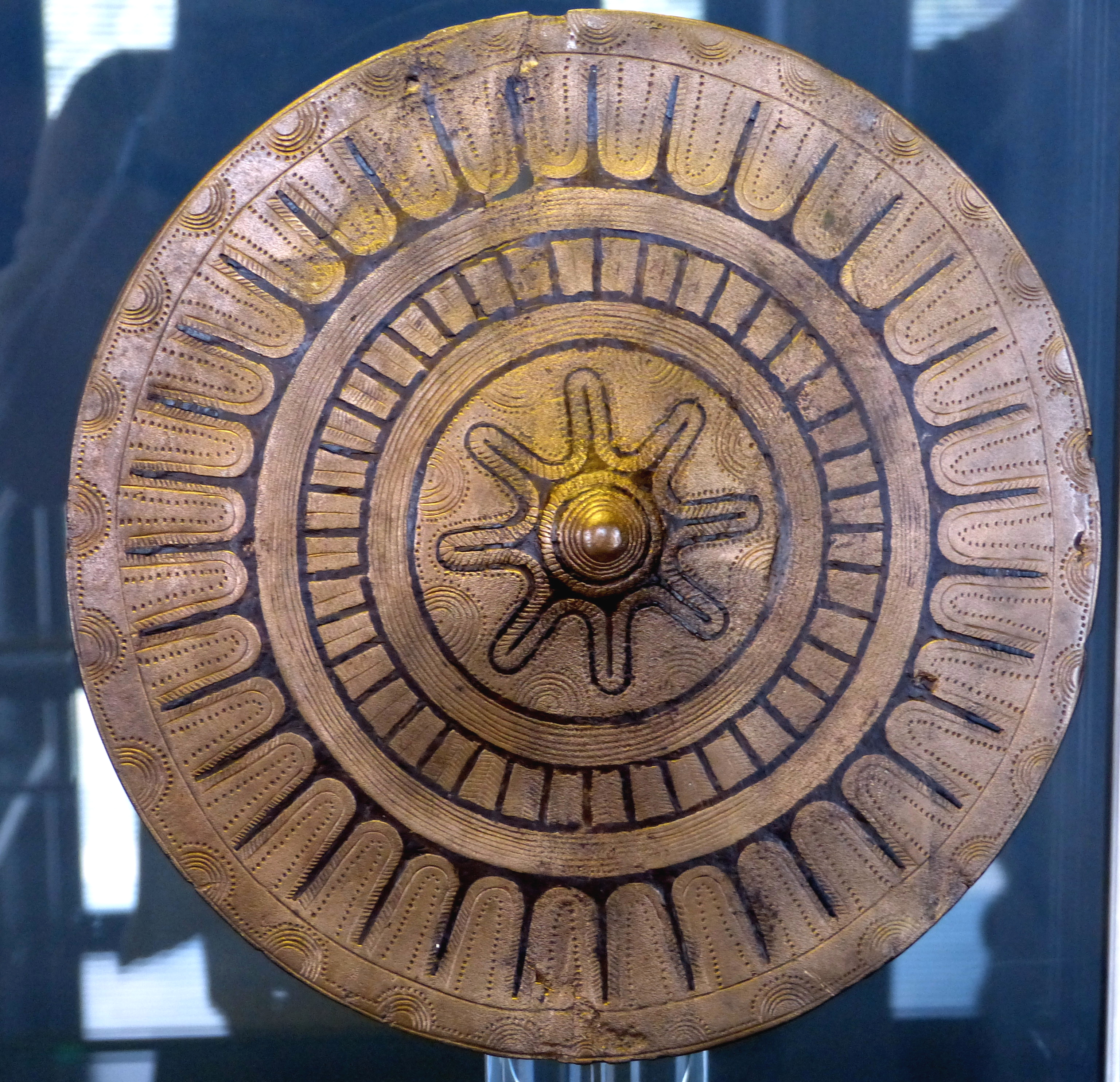
Coupe de bronze décorée à l'or. Allemagne, âge du bronze, vers 1000 av. J.-C.
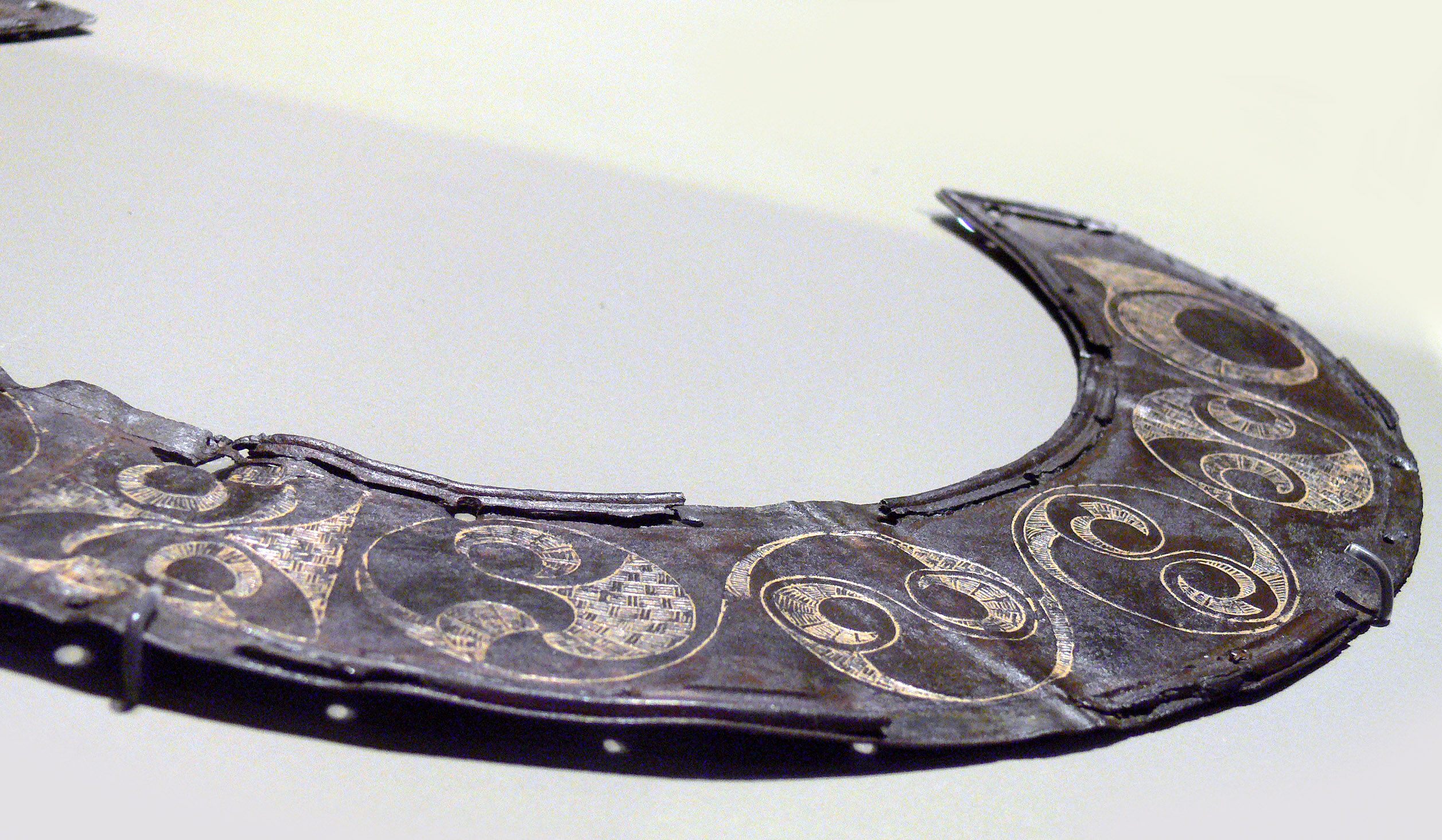
Collier celte en bronze.
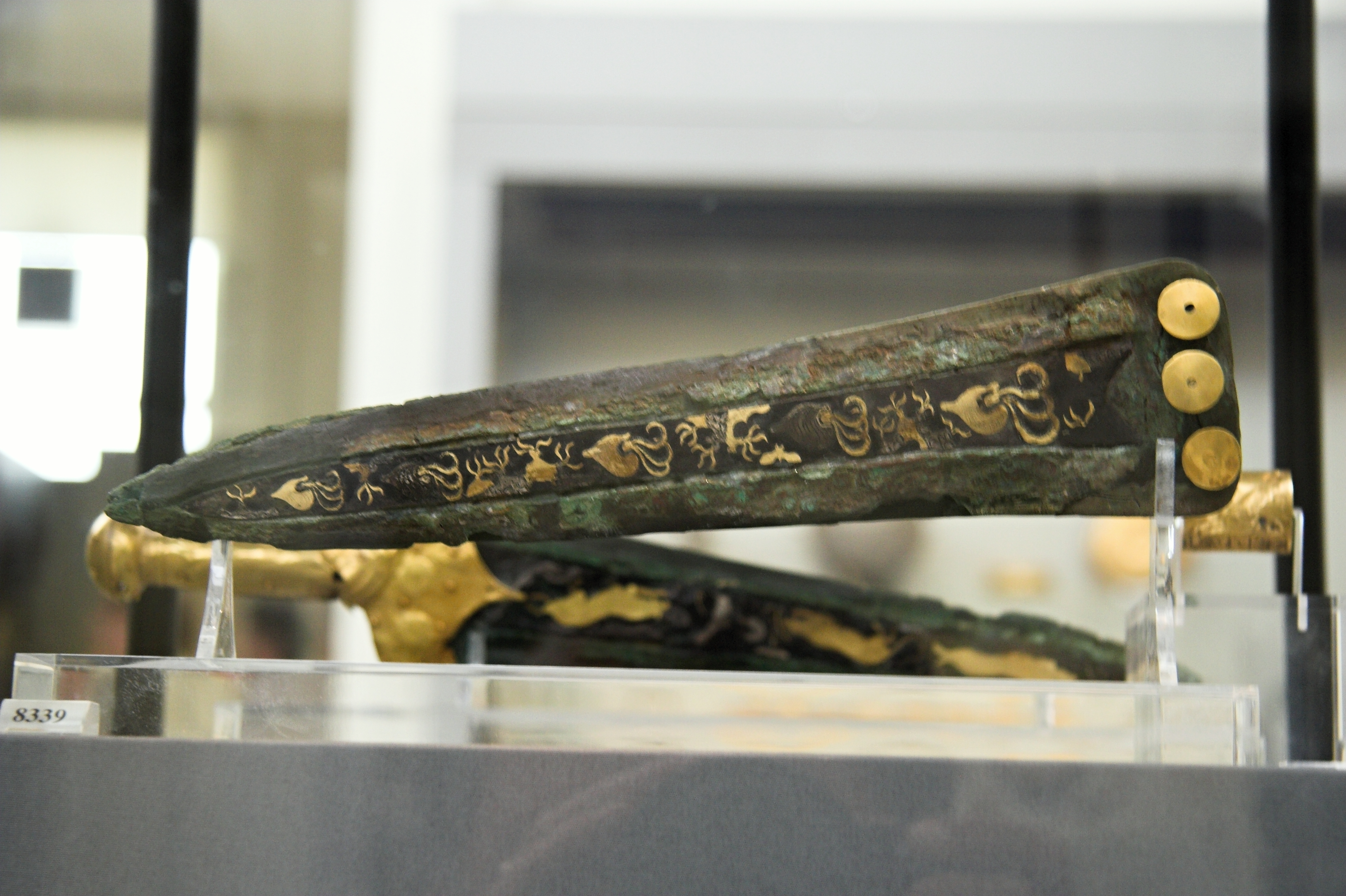
Épée mycénienne de bronze avec scènes en or et argent, XVIe siècle av. J.-C.
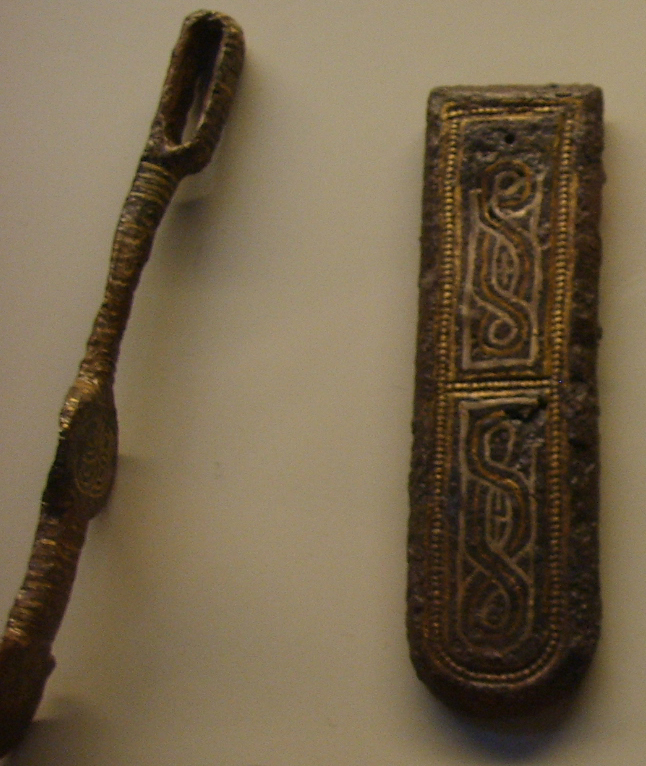
Artefacts germaniques (lombards) en fer (déformés par la rouille) damasquinés avec or et argent, Ve – VIIe siècles.
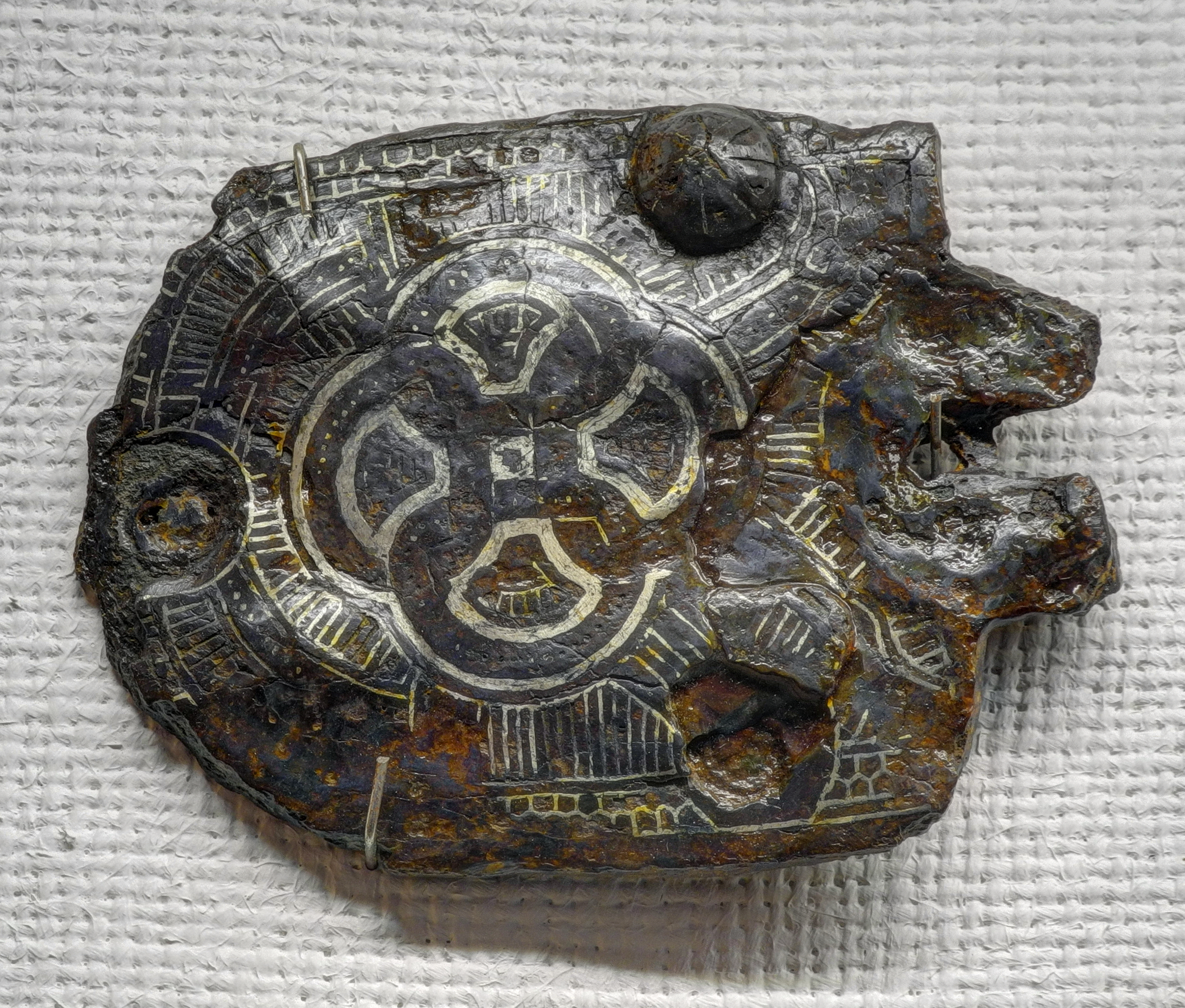
Plaque de ceinture en fer damasquinée du haut Moyen Âge, exposée au musée d'Histoire et d'Archéologie de Belfort.
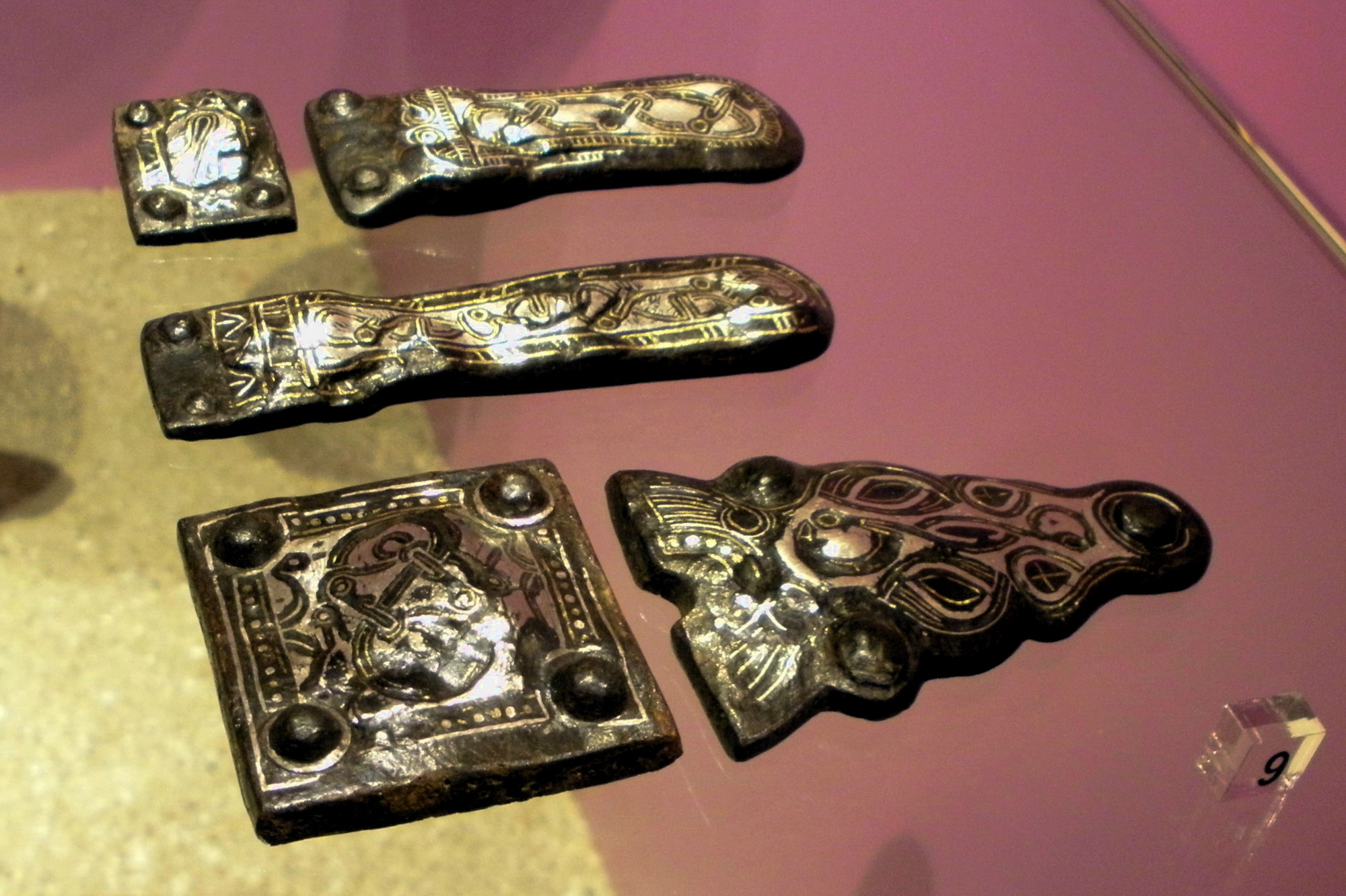
Damasquinage ordinaire mérovingien, d'or et d'argent sur plaques de ceinture en fer, VIIe siècle. Archeologisch museum de Maaseik, Belgique.
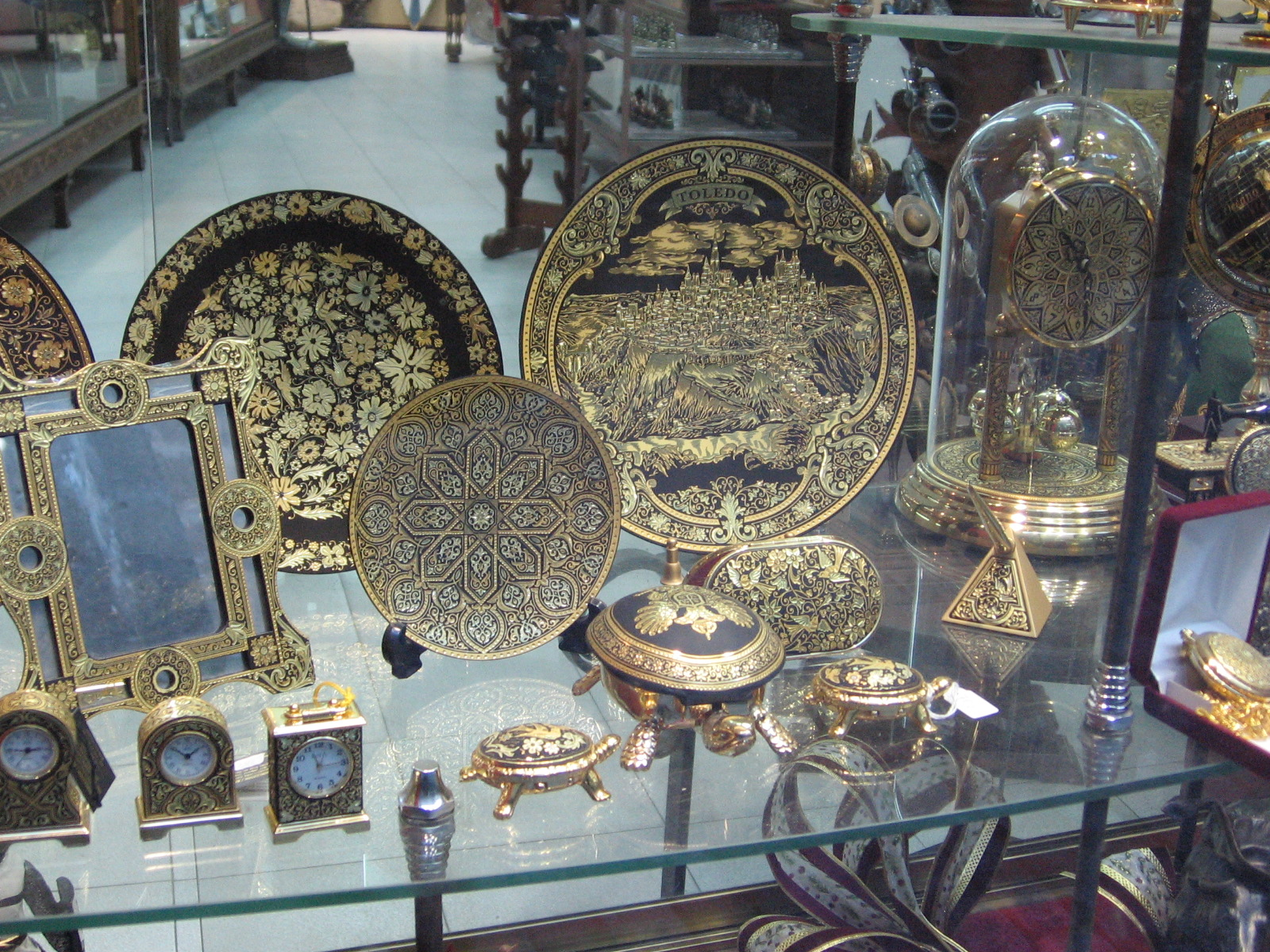
Quelques exemples de damasquinage moderne de Tolède.

### Au Moyen-Orient et en Afrique du Nord
Les Arabes l'ont beaucoup utilisé, notamment pour la décoration d'armes (comme les fusils et les harnachements utilisés dans les fantasias). Divers objets damasquinés furent abondamment exportés dans le monde occidental.
Aujourd'hui, cet artisanat subsiste notamment à Meknès au Maroc, où les artisans qui font perdurer le métier sont encore en activité et font des tournées dans le monde pour faire connaître leur art.

### En Extrême-Orient
L'incrustation d'or et d'argent a été pratiquée dès l'Antiquité dans le bronze, en particulier dans l'art chinois à partir de la période des Royaumes combattants afin de transposer dans le métal les effets graphiques que proposait l'art de la laque, en vogue à cette époque.